# Palazzo della Ragione (Pàdua)
El Palazzo della Ragione és una antiga casa consistorial medieval situada a Pàdua, Itàlia.
L'edifici, amb el seu gran saló a la planta superior, té la reputació de tenir el sostre més gran no recolzat per columnes a Europa; el passadís és gairebé rectangular, la seva longitud és de 81,5 m, la seva amplada 27 m, i la seva alçada 24 m; les parets estan cobertes amb frescs al·legòrics; l'edifici s'alça sobre els arcs, i el pis superior està envoltat d'una llotja oberta, no a diferència de la que envolta la basílica Palladiana a Vicenza
El palau es va iniciar l'any 1172 i va acabar el 1219. El 1306, Fra Giovanni, un frare agustí, cobria tot el conjunt amb un sostre; originalment hi havia tres cobertes, que abastaven les tres càmeres en què el saló estava dividit al principi; les parets internes de la divisió es van mantenir fins a l'incendi del 1420, quan els arquitectes venecians que van dur a terme la restauració les van treure, llançant els tres espais en un i formant l'actual gran saló, el Salone. El nou espai va ser refrescat per Nicolò Miretto i Stefano da Ferrara, que treballaven de 1425 a 1440.
Un tornado va destruir el sostre i va danyar l'edifici el 17 d'agost de 1756.